# Кукулиева, Калерия Васильевна
Калерия Васильевна Кукулиева  (род. 1937) — советская и российская  художница народных промыслов, специалистка в области палехской росписи. Член СХ РСФСР (1966; СХР с 1991). Лауреат Государственной премии Российской Федерации (1996). Заслуженный художник РСФСР (1980). Народный художник Российской Федерации (1999).

## Биография
Родилась 30 августа 1937 года в городе Иваново, родом из потомственных живописцев, внучка — И. И. Зубкова (1883—1938), члена СХ РСФСР (1934), одного из основателей артели древней живописи в Палехе.
С 1952 по 1957 годы К. В. Кукулиева обучалась в Палехском художественном училище имени А. М. Горького, её учителями были Ф. А. Каурцев, А. В. Котухин, М. И. Шемаров, Д. Н. Буторин и А. В. Борунов.
С 1957 года К. В. Кукулиева начала работать в Палехских художественно-производственных мастерских Художественного фонда СССР. Основная тематика произведений К. В. Кукулиевой были — фольклор, революционная, современная, жанровые сцены и религиозная тематика.
С 1958 года  К. В. Кукулиева и её муж Б. Н. Кукулиев начали заниматься театрально-декорационной живописью и книжной иллюстрацией («Садко» (1974), «Сын России» (1981), «Красная строка», «Руслан и Людмила» (1983), «Жизнь Иисуса Христа в красках палеха» (1995), писали иконы. Одна из значимых работ Бориса и Калерии Кукулиевых в книжной графике — книга «Здравствуйте, братушки», посвящённая 100-летию освобождения Болгарии от османского ига. Им удалось создать цельное произведение монументальное, некий апофеоз русско-болгарской дружбе. За это произведение в 1978 году К. В. Кукулиева была награждена Болгарским орденом «Кирилл и Мефодий» I степени.
Под руководством Б. Н. Кукулиева и при непосредственном участии К. В. Кукулиевой была выполнена роспись балетной комнаты в Ивановском дворце пионеров (1962), пионерского лагеря Мугреево Ивановской области (1966), банкетного зала в Обнинске на тему «Руслан и Людмила» (1978), «Гайдаровской комнаты» во Дворце пионеров города Белово Кемеровской области (1986).
С 1958 года, К. В. Кукулиева была участницей всевозможных выставок. За свои работы в 1975 году награждена — дипломом первопечатника Ивана Фёдорова Всероссийского конкурса «Искусство книги», в 1977 году — Большой Золотой медалью международной выставки книги.
С 1966 года К. В. Кукулиева была избрана членом Союза художников РСФСР (с 1991 года Союза художников России).
Работы К. В. Кукулиевой хранятся в Государственном музее палехского искусства, Государственном Русском музее, Ивановском областном художественном музее и  Государственном историческом музее. К. В. Кукулиева и Б. Н. Кукулиев внесли значительный вклад в искусство Палеха: в сотни произведений лаковой миниатюре, настенной живописи, книжной графике, в иконописи.
В 1995 году «за серию пластин "Евангелие в красках Палеха" и серию досок "Житие Александра Невского", выполненных в технике палехской лаковой миниатюры» К. В. Кукулиева была удостоена — Государственной премии Российской Федерации в области искусства.
В 1980 году К. В. Кукулиевой было присвоено почётное звание — Заслуженный художник РСФСР, в 1999 году — Народный художник Российской Федерации.

## Основные труды

### Список книг с иллюстрациями К. В. Кукулиевой
- 1974 год — Садко. Новгородские былины: Садко. Василий Буслаевич. Смерть Василия Буслаева (ил. Кукулиева К. В.; Кукулиев Б. Н.). М., Советская Россия, 1974 г., 96 с.
- 1976 год — Митяев А. В. Красная строка. Новеллы (ил. Кукулиев Б.Н.; Кукулиева, К. В.). М., Молодая гвардия, 1976 г., 96 с.
- 1978 год — Здравствуйте, братушки! Альбом. К 100-летию освобождения Болгарии от исманского ига (ил. Кукулиев Б. Н.; Кукулиева К. В.). М., Изобразительное искусство; София, Септември, 1978 г., 108 с.
- 1980 год — Садко. Новгородские былины (ил. Кукулиева К. В.; Кукулиев Б. Н.). М., Советская Россия, 1980 г, 80 с.
- 1982 год — Лиханов А. А. Сын России. Книга-альбом (ил. Кукулиева, К.В.; Кукулиев Б. Н.). М., Молодая гвардия, 1982 г., 112 с.
- 1985 год — Пушкин А. С. Руслан и Людмила. Поэма (ил. Кукулиев Б. Н.; Кукулиева К. В.). М., Художественная литература, 1985 г, 136 с.
- 1987 год — Сын России. Открытки (ил. Кукулиева К. В.; Кукулиев Б. Н.; Ан О.В.). М., Изобразительное искусство, 1987 г, 16 откр.
- 1995 год — Жизнь Иисуса Христа в красках Палеха (ил. Кукулиев Б. Н.; Адеянов, С. Я.; Бушков В. А.; Кукулиева К. В.; Кукулиев Н. Б.). Сер. Сокровища Палеха. Иваново, Полинформ, 1995 г., 96 с.
- 2000 год — Садко. Sadko. Новгородская былина (на рус. и анг. яз.) (ил. Кукулиева К. В.; Кукулиев Б. Н.). М., Художественная литература, 2000 г., 128 с.
- 2004 год — Библия. Книги Священного Писания Ветхого и Нового Завета (подарочное издание в футляре) (ил. Кукулиев Б. Н.; Адеянов С. Я.; Бушков В. А.; Кукулиева К. В.; Кукулиев Н. Б.). М., Классика, 2004 г., 1120 с.
- 2005 год — Евангелие в красках Палеха (подарочное издание в футляре) (ил. Кукулиев Б. Н.; Адеянов С. Я.; Бушков В. А.; Кукулиева К. В.; Кукулиев Н. Б.). М., Классика, 2005 г., 544 с.
- 2009 год — Бажов П. П. Малахитовая шкатулка. Сказы (эксклюзивное подарочное издание в футляре) (ил. Адеянов С. Я.; Бушков В. А.; Кукулиев Б. Н.; Кукулиев Н. Б.; Кукулиева К. В.). М., Классика, 2009 г., 560 с.
- 2011 год — Библия в миниатюрах Палеха (коллекционное издание в футляре) (ил. Кукулиев Б. Н.; Адеянов С. Я.; Бушков В. А.; Кукулиева К. В.; Кукулиев Н. Б.). М., Классика, 2011 г., 272 с.
- 2011 год — Евангелие в миниатюрах Палеха (ил. Кукулиев Б. Н.; Кукулиева К. В.; Адеянов С. Я.; Бушков В. А.; Кукулиев Н. Б.). СПб., Пушкинский фонд, 2011 г., 274 с.
- 2015 год — Pushkin A.S. Ruslan and Ludmila. Поэма (на анг. яз.) (ил. Кукулиева К. В.; Кукулиев Б. Н.; Кукулиева С. Б.). М., Радуга, 2015 г., 136 с.
- 2017 год — Святые покровители Земли Русской в миниатюрах Палеха (коллекционное издание в футляре) (ил. Кукулиев Б. Н.; Адеянов С. Я.; Бушков В. А.; Кукулиева К. В.; Кукулиев Н. Б.). М., Классика, 2017 г., 376 с.

## Награды
- Орден «Кирилл и Мефодий» I степени (Болгария) (1978)

### Звания
- Народный художник Российской Федерации (1999)
- Заслуженный художник РСФСР (1980)
- Почётный гражданин Палех

### Премии
- Государственная премия Российской Федерации (1996 — «за серию пластин "Евангелие в красках Палеха" и серию досок "Житие Александра Невского", выполненных в технике палехской лаковой миниатюры»)

## Семья
- Супруг — Народный художник РСФСР Борис Николаевич Кукулиев (род. 1936)
  - Сын — Заслуженный артист Российской Федерации Николай, Борисович Кукулиев (род. 1966)